# Ivan Penović
Ivan Penović (Split, 17. listopada 1992.) je hrvatski dramatičar, dramaturg i redatelj.

## Životopis
Diplomirao dramaturgiju na Akademiji dramske umjetnosti u Zagrebu. Od 2012. godine profesionalno radi kao dramaturg na produkcijama HNK Ivana pl. Zajca u Rijeci, HNK Varaždin, ZKM-a, Dubrovačkih ljetnih igara i Teatra &TD, te surađuje u sklopu projekata mnogih umjetničkih organizacija (Ruper, Punctum, KUFER, Ludens Teatar, Studentski Teatar Lero…).
Od 2014. godine ponajviše režira vlastite tekstove ili autorske projekte od kojih su najvažniji Sva lica Kim-Jong Una (Ateatar, 2014.), Prijeđanje vublike 148 (Ganz Novi Festival/Teatar &TD, 2017.), Katalonac (Ruper/Teatar &TD, 2018.), Flex (KunstTeatar/Punctum, 2019.), Znaš ti tko sam ja (HNK Zagreb, 2020.), Proces Kafka (Teatar &TD, 2020.), Neprijatelj naroda (ZKM, 2021.), Hrvatski bog masakra (HNK Varaždin, 2021.), Van sebe (Dubrovačke ljetne igre, 2021.), Fahrenheit 451 (HNK. I. pl. Zajc, 2021.), Ti si prvi hrabar (Kunst Teatar, 2021.), Tatko na Tatkovinata (Narodni Teatar Bitola, 2022.), Kozmički žongleri (GDK Gavella, 2023.), Tužan pogled u prazan takujin (HNK Split, 2024.)...
Najveći uspjeh postigao je predstavom Katalonac u Teatru &TD. Predstava je dobila odlične kritike, odigrana je stotinjak puta te je gostovala na nekoliko prestižnih festivala u zemlji i svijetu.
Predstave Znaš ti tko sam ja, Proces Kafka, Ti si prvi hrabar i Flex također su višestruko nagrađivane na domaćim kazališnim festivalima i godišnjim strukovnim nagradama.
Od 2019. do 2025. godine bio je umjetnički voditelj Kazališne družine KUFER, a od 2025. godine obnaša dužnost ravnatelja Drame Hrvatskog narodnog kazališta Split.

## Praizvedbe
- 2014. Sva lica Kim-Jong Una, Ateatar, Zagreb
- 2017. Prijeđanje vublike 148, Ganz Novi Festival/Teatar &TD, Zagreb
- 2018. Katalonac, Teatar &TD/RUPER, Zagreb
- 2019. Flex, KunstTeatar/Umjetnička organizacija Punctum, Zagreb
- 2020. Znaš ti tko sam ja, HNK Zagreb
- 2020. Proces Kafka, Teatar &TD, Zagreb
- 2020. Bit ću televizor (dio omnibusa Monovid-19), režija: Anica Tomić, ZKM
- 2024. Tužan pogled u prazan takujin, HNK Split

## Nagrade
- 2021. Posebna nagrada za specijalno postignuće (Dani satire Fadila Hadžića) za dramaturško oblikovanje predstave Znaš ti tko sam ja?